# Adolff Wilhelm Moerbecke zu Stevening
Adolff Wilhelm Moerbecke zu Stevening (* 1611; † 1675) war ein Chronist in der Zeit des Dreißigjährigen Kriegs. Er stammte aus dem westfälischen Wüllen in Ahaus. Seine Vorfahren stammten aus Overijssel.
Seine Niederschriften in holländischer Sprache begann er vermutlich zu Beginn der 1640er Jahre. Er berichtet über die Zeit ab 1633 mit der Beschreibung der Einquartierung hessischer Truppen im Gebiet von Münster, über den Düsseldorfer Kuhkrieg 1651, den Konflikten zwischen Christoph Bernhard von Galen und der Hauptstadt seines Territoriums sowie zwischen dem Hochstift Münster und den Niederlanden, ferner unter anderem über den Schwedisch-Bremischen Krieg, den Schwedisch-Dänischen Krieg und den Englisch-Niederländischen Krieg. Moerbecke griff auf vornehmlich auf gedruckte Publikationen zurück; die bekanntesten, Theatrum Europaeum und Diarium Europaeum, können dabei weitgehend als Informationsquelle ausgeschlossen werden.
Die Chronik befindet sich heute im Historischen Zentrum Overijssel in Zwolle. Sie wurde von Jürgen Strothmann transkribiert.